# Foundations
Foundations is een nummer van de Britse zangeres Kate Nash uit 2007. Het is de eerste single van haar debuutalbum Made of Bricks.
"Foundations" gaat over een uitgemolken relatie waarin de liefde ver te zoeken is. Het nummer werd vooral op de Britse eilanden en in Vlaanderen een grote hit. In het Verenigd Koninkrijk bereikte het nummer de 2e positie. In Nederland haalde het de 49e positie in de Single Top 100, en in de Vlaamse Ultratop 50 haalde het de 12e positie.